# Petrel Hill
Der Petrel Hill (englisch für Sturmvogelhügel) ist ein rund 35 m hoher Hügel an der ostantarktischen Georg-V.-Küste. Er ragt 925 m ostsüdöstlich der größten der Mawson’s Huts zwischen dem Low Lake und dem East Lake am Kap Denison auf.
Der australische Polarforscher Douglas Mawson benannte ihn im Zuge der Australasiatischen Antarktisexpedition (1911–1914). Die offizielle Anerkennung dieser Benennung erfolgte erst am 7. März 1991 durch das Antarctic Names Committee of Australia.